# Seven de Estados Unidos 2015
El Seven de Estados Unidos de 2015 fue la duodécima edición del torneo estadounidense de rugby 7, fue el quinto torneo de la temporada 2014-15 de la Serie Mundial Masculina de Rugby 7.
Se disputó en la instalaciones del Sam Boyd Stadium de Las Vegas, Nevada.

## Fase de grupos

### Grupo A
| Equipo        | Encuentros | Encuentros | Encuentros | Encuentros | Tantos  | Tantos    | Tantos     | Puntos |
| Equipo        | jugados    | ganados    | empatados  | perdidos   | a favor | en contra | diferencia | Puntos |
| ------------- | ---------- | ---------- | ---------- | ---------- | ------- | --------- | ---------- | ------ |
| Fiyi          | 3          | 3          | 0          | 0          | 78      | 36        | +42        | 9      |
| Nueva Zelanda | 3          | 2          | 0          | 1          | 67      | 26        | +41        | 7      |
| Samoa         | 3          | 1          | 0          | 2          | 31      | 70        | –39        | 5      |
| Gales         | 3          | 0          | 0          | 3          | 50      | 94        | –44        | 3      |

Nota: Se otorgan 3 puntos al equipo que gane un partido, 2 al que empate y 1 al que pierda

### Grupo B
| Equipo     | Encuentros | Encuentros | Encuentros | Encuentros | Tantos  | Tantos    | Tantos     | Puntos |
| Equipo     | jugados    | ganados    | empatados  | perdidos   | a favor | en contra | diferencia | Puntos |
| ---------- | ---------- | ---------- | ---------- | ---------- | ------- | --------- | ---------- | ------ |
| Canadá     | 3          | 2          | 0          | 1          | 60      | 41        | +19        | 7      |
| Inglaterra | 3          | 2          | 0          | 1          | 52      | 46        | +6         | 7      |
| Argentina  | 3          | 1          | 0          | 2          | 43      | 57        | –14        | 5      |
| Kenia      | 3          | 1          | 0          | 2          | 50      | 61        | –11        | 5      |

### Grupo C
| Equipo         | Encuentros | Encuentros | Encuentros | Encuentros | Tantos  | Tantos    | Tantos     | Puntos |
| Equipo         | jugados    | ganados    | empatados  | perdidos   | a favor | en contra | diferencia | Puntos |
| -------------- | ---------- | ---------- | ---------- | ---------- | ------- | --------- | ---------- | ------ |
| Sudáfrica      | 3          | 2          | 1          | 0          | 80      | 24        | +56        | 8      |
| Estados Unidos | 3          | 2          | 1          | 0          | 90      | 38        | +52        | 8      |
| Portugal       | 3          | 1          | 0          | 2          | 28      | 57        | –29        | 5      |
| Japón          | 3          | 0          | 0          | 3          | 36      | 115       | –79        | 3      |

### Grupo D
| Equipo    | Encuentros | Encuentros | Encuentros | Encuentros | Tantos  | Tantos    | Tantos     | Puntos |
| Equipo    | jugados    | ganados    | empatados  | perdidos   | a favor | en contra | diferencia | Puntos |
| --------- | ---------- | ---------- | ---------- | ---------- | ------- | --------- | ---------- | ------ |
| Australia | 3          | 3          | 0          | 0          | 121     | 28        | +93        | 9      |
| Francia   | 3          | 2          | 0          | 1          | 59      | 45        | +14        | 7      |
| Escocia   | 3          | 1          | 0          | 2          | 59      | 78        | –19        | 5      |
| Brasil    | 3          | 0          | 0          | 3          | 21      | 109       | –88        | 3      |

## Fase Final

### Cuartos de final
| 14 de febrero | Fiyi | 31 - 12 | Francia |  |  |

| 14 de febrero | Sudáfrica | 21 - 14 | Inglaterra |  |  |

| 14 de febrero | Australia | 7 - 28 | Nueva Zelanda |  |  |

| 14 de febrero | Canadá | 0 - 20 | Estados Unidos |  |  |

### Semifinal
| 15 de febrero | Fiyi | 24 - 19 | Sudáfrica |  |  |

| 15 de febrero | Nueva Zelanda | 26 - 12 | Estados Unidos |  |  |

### Final
| 15 de febrero | Fiyi | 35 - 19 | Nueva Zelanda |  |  |

| Bandera de Fiyi        |
| Campeón Fiyi           |
| 2º título del circuito |